# 南希·格林
南希·格林·雷恩（英語：Nancy Greene Raine，1943年5月11日—），加拿大女子高山滑雪运动员。她曾代表加拿大参加1960年、1964年和1968年冬季奥林匹克运动会高山滑雪比赛，获得一枚金牌和一枚银牌。